# Федоренко, Владимир Николаевич
Владимир Николаевич Федоренко — советский хозяйственный и государственный деятель, Герой Социалистического Труда.

## Биография
Родился в 1936 году в селе Давыдовка. Член КПСС.
В 1952—1954 — механизатор, тракторист в колхозе родного села.
В 1954—1957 — военнослужащий Советской армии.
В 1957—1991 — комбайнер совхоза «Южный» Акимовского района Запорожской области.
Указом Президиума Верховного Совета СССР от 10 февраля 1975 года присвоено звание Героя Социалистического Труда с вручением ордена Ленина и золотой медали «Серп и Молот».
Жил в Запорожской области.

## Награды и звания
- Герой Социалистического Труда (10.02.1975)
- Орден Ленина (10.02.1975)
- Орден Октябрьской Революции (08.12.1973)
- Орден Знак Почёта (23.06.1966, 08.04.1971)